# Anchon vicinus
Anchon vicinus är en insektsart som beskrevs av Victor Antoine Signoret. Anchon vicinus ingår i släktet Anchon och familjen hornstritar. Inga underarter finns listade i Catalogue of Life.